# USS Deft (AM-216)
USS Deft (AM-216) – trałowiec typu Admirable służący w United States Navy w czasie II wojny światowej. Służył na Pacyfiku.
Okręt został zwodowany 28 marca 1943 w stoczni Tampa Shipbuilding Co., Inc. w Tampa, matką chrzestną była E. H. Jacobs. Jednostka weszła do służby 16 kwietnia 1945, pierwszym dowódcą został Lieutenant J. C. Engle, USNR.
Brał udział w działaniach II wojny światowej. Oczyszczał z min wody Dalekiego Wschodu po wojnie. Przekazany Republice Chińskiej 27 sierpnia 1948. Złomowany 16 stycznia 1959.

## Odznaczenia
„Deft” otrzymał 1 battle star za służbę w czasie II wojny światowej.